# Gianluigi Savoldi
Gianluigi Savoldi, zwany Titti (ur. 9 czerwca 1949 w Gorlago; zm. 13 kwietnia 2008 w Bergamo) – włoski piłkarz, grający na pozycji pomocnika, trener piłkarski.

## Kariera piłkarska
Wychowanek klubu Atalanta, w barwach którego rozpoczął karierę piłkarską, ale ani razu nie wyszedł na boisko w składzie podstawowym drużyny i w sezonie 1967/68 został wypożyczony do Trevigliese, a w następnym do Viareggio, po czym wrócił do Atalanty. W latach 1970–1976 bronił barw Juventusu. W sezonie 1973/74 występował na zasadach wypożyczenia w Cesenie, a w 1974/75 w Lanerossi Vicenza, a potem wrócił do Turynu, ale już nie odzyskał miejsce w podstawowym składzie i w 1976 został piłkarzem Sampdorii. W 1979 przeniósł się do Giulianovy. W 1980 przeszedł do Livorno, w którym zakończył karierę piłkarską w roku 1981.

## Kariera trenerska
Po zakończeniu kariery piłkarza rozpoczął pracę trenerską w klubie Atalanta, w którym szkolił drużyny juniorskie. W sezonie 1994/95 poprowadził drużynę do zwycięstwa w Campionato Giovanissimi Nazionali.
Zmarł w 2008 roku w wieku 58 lat po długiej chorobie.

## Sukcesy i odznaczenia

### Sukcesy klubowe
Juventus
- mistrz Włoch: 1971/72, 1972/73

Giulianova
- mistrz Serie C2: 1979/80 (C)

### Sukcesy trenerskie
Atalanta
- mistrz Campionato Giovanissimi Nazionali: 1994/95